# Скавалук 1
Скавалук 1 (англ. Skawahlook 1) — індіанська резервація в Канаді, у провінції Британська Колумбія, у межах регіонального округу Фрейзер-Велі.

## Населення
За даними перепису 2016 року, індіанська резервація не ма постійного населення.

## Клімат
Середня річна температура становить 9,2°C, середня максимальна – 20,4°C, а середня мінімальна – -3,5°C. Середня річна кількість опадів – 1 860 мм.
| Клімат поселення                              | Клімат поселення | Клімат поселення | Клімат поселення | Клімат поселення | Клімат поселення | Клімат поселення | Клімат поселення | Клімат поселення | Клімат поселення | Клімат поселення | Клімат поселення | Клімат поселення | Клімат поселення |
| Показник                                      | Січ.             | Лют.             | Бер.             | Квіт.            | Трав.            | Черв.            | Лип.             | Серп.            | Вер.             | Жовт.            | Лист.            | Груд.            |                  |
| Середній максимум, °C                         | 5,61             | 7,77             | 10,05            | 12,90            | 16,16            | 18,89            | 19,46            | 20,40            | 17,29            | 12,99            | 7,73             | 4,49             |                  |
| Середня температура, °C                       | 1,05             | 3,20             | 5,48             | 8,35             | 11,60            | 14,33            | 16,71            | 17,67            | 14,54            | 10,24            | 4,98             | 1,74             |                  |
| Середній мінімум, °C                          | −3,5             | −1,36            | 0,92             | 3,80             | 7,05             | 9,78             | 13,97            | 14,91            | 11,79            | 7,49             | 2,23             | −0,99            |                  |
| Норма опадів, мм                              | 250              | 173              | 165              | 137              | 109              | 91               | 64               | 55               | 95               | 196              | 292              | 233              |                  |
| Середньомісячна швидкість вітру, м/с          | 3.14             | 3.10             | 3.13             | 3.12             | 2.96             | 2.95             | 2.84             | 2.65             | 2.47             | 2.58             | 3.02             | 3.13             |                  |
| Середньомісячна сонячна радіація, кДж/м²·день | 3302             | 6424             | 10242            | 15276            | 18939            | 20451            | 21798            | 18786            | 13391            | 7360             | 3645             | 2578             |                  |
| --------------------------------------------- | ---------------- | ---------------- | ---------------- | ---------------- | ---------------- | ---------------- | ---------------- | ---------------- | ---------------- | ---------------- | ---------------- | ---------------- | ---------------- |
| Джерело:                                      |                  |                  |                  |                  |                  |                  |                  |                  |                  |                  |                  |                  |                  |